# Roncus paolettii
Roncus paolettii är en spindeldjursart som beskrevs av Volker Mahnert 1980. Roncus paolettii ingår i släktet Roncus och familjen helplåtklokrypare. Inga underarter finns listade i Catalogue of Life.